# Teixit encreuat

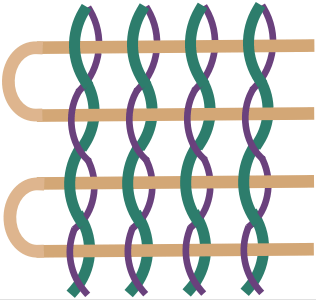
Teixit encreuat bàsic

El teixit encreuat o embullat (també anomenat teixit de malla o de gasa segons el cas -distància entre fils-), és un teixit en què s'entrecreuen dos fils d'ordit al voltant dels fils de trama per proporcionar un teixit fort, tot i sent transparent. El fil d'ordit estàndard es combina amb un fil esquelet paral·lel. Aquests fils d'ordit encreuats s'adhereixen fermament a la trama, fent que la tela sigui de gran durabilitat. El teixit encreuat produeix una tela oberta gairebé sense lliscament dels fils ni pèrdua de col·locació d'uns fils respecte als altres.

## Usos

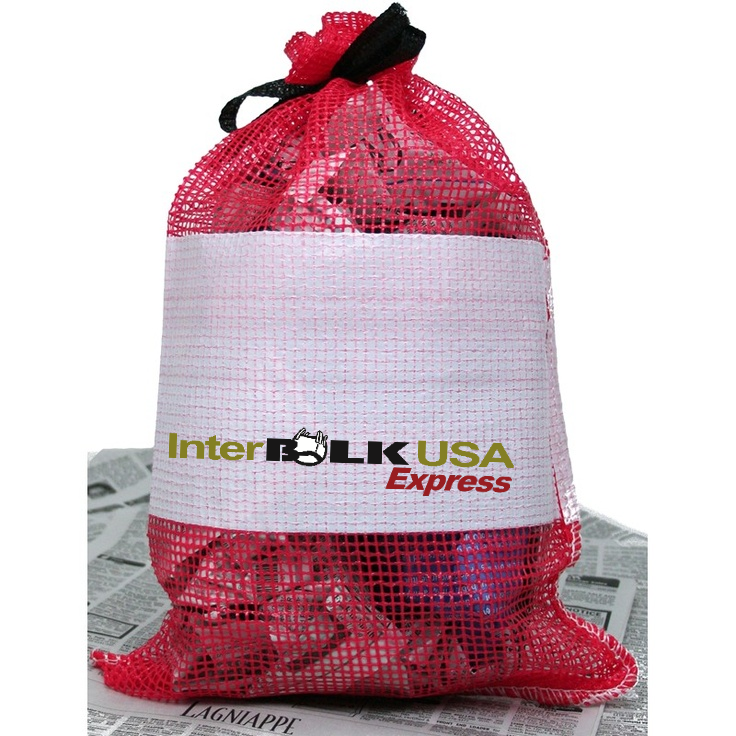
Bossa de malla de teixit encreuat per a mariscs, llenya i hortalisses.

La tela d'un teixit encreuat, que permet que la llum i l'aire passin lliurement, s'utilitza en qualsevol àrea on cal una tela de teixit transparent i oberta que no es desfaci, és a dir, que els fils no s'allunyin de les seves posicions originals, alterant la uniformitat del teixit. Si es teixís un teixit pla simple d'endins cap a fora molt fluix per aconseguir una tela transparent, els fils tendirien a separar-se. Els teixits encreuats s'utilitzen sovint per instal·lar en finestres i per a capes transparents de roba fina. Quan es fabrica amb fibra de vidre o altres fils forts o quan s'impregna amb un compost de reforç, es pot utilitzar com a material d'enginyeria, si cal una coberta sòlida dins de l'entorn de la construcció, tot i que causa de l'obertura de la tela, sovint s'utilitza combinant diferents capes amb altres tipus de teixit.

### Articles fabricats
- Bosses de productes: cebes, patates, col.
- Bosses de marisc: ostres, musclos i cloïsses
- Bosses de llenya
- Cortines i drapejats
- Mosquiteres
- Roba

## Fabricació
Per a fabricar un teixit encreuat, el teler s'enfila amb el fil d'ordit i un fil esquelet junts. El segón fil pot ser de pes i resistència semblant o més prim. La trama es teixeix i a cada pas de la llançadora de trama els dos fils d'ordit s'intercanvien de costat per produir un patró en forma de vuit. (vegeu esquema)

## Karamiori
Karamiori (絡織り/搦み織り, "teixit embullat", derivat del verb karamu, "embullar") es refereix a una categoria de teixits embullats japonesos que abasten una sèrie de tècniques i teixits resultants. Karamiori és un mètode de producció tèxtil molt antic, que es creu que es va originar en algun moment del període Nara, introduït a Japó des d'Àsia continental.
Hi ha tres tipus bàsics de karamiori utilitzats a Japó: ro (絽), sha (紗) i ra (羅) . 'Ro' es refereix a una tela de teixit llis o de sarja amb ratlles horitzontals intercalades de teixit embullat; sha és un teixit enterament embullat; i ra combina el concepte de fils d'ordit encreuats amb una estructura de teixit molt més oberta, creant patrons a l'ordit que semblen similars als que es veuen en ganxet i encaix. També es veuen altres varietats, com tate-ro (" ro vertical"), encara que amb menys freqüència; Les tres teles es veuen típicament en quimonos i vestits obi adequats per fer servir a l'estiu.